# Birkau (Göda)
Birkau, obersorbisch Brězaⓘ, ist ein Dorf im Oberlausitzer Landkreis Bautzen. Es gehört zur Gemeinde Göda und liegt 238 m über dem Meeresspiegel.

## Geografie
Das Dorf befindet sich etwa neun Kilometer westlich von Bautzen und zwei Kilometer südwestlich von Göda, südlich der Staatsstraße S 111 (Bautzen–Bischofswerda).
Nachbarorte sind Semmichau im Norden, Seitschen im Osten, Zockau im Süden und Neuspittwitz im Westen.

## Geschichte
Prähistorie
Bekannt wurde der Ort u. a. auch durch einen Bronzesammelfund, den Julius Frenzel aus Bautzen beschrieb.
historische Zeit
Die erste urkundliche Erwähnung des Angerdorfes als Berka stammt aus dem Jahr 1377. Anfang des 17. Jahrhunderts unterstand Birkau dem Neukircher Rittergut, das auch ein eigenes Vorwerk im Dorf unterhielt. 1777 übte das Dahrener Rittergut die Grundherrschaft aus.
Bis ins Jahr 1936 war Birkau eine eigenständige Landgemeinde.

### Einwohner
Im Jahre 1884 hatte der Ort nach der Statistik von Arnošt Muka 103 Einwohner, von denen 85 Sorben waren (83 %).

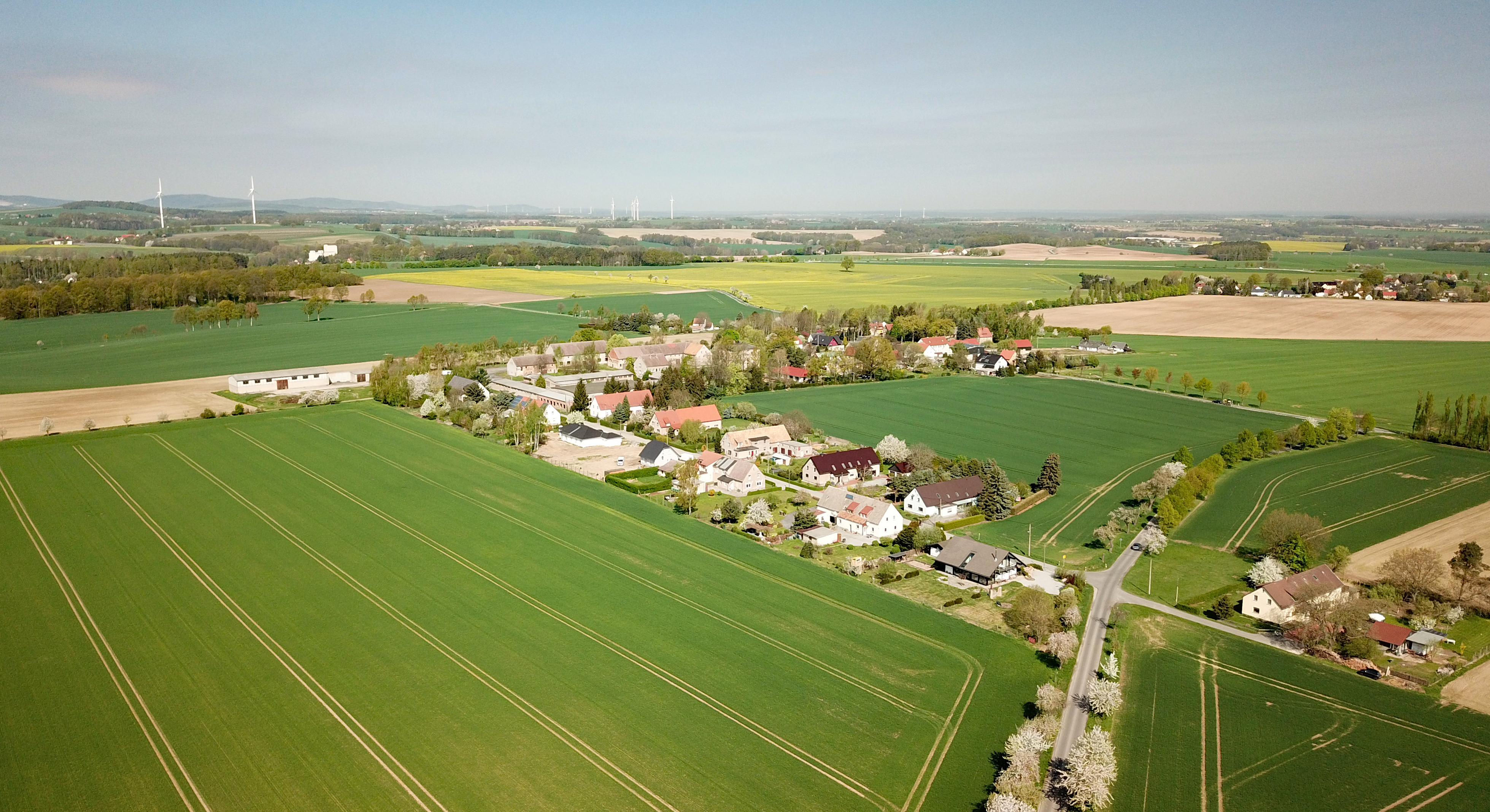
Luftbild von Birkau